# Burrell Collection
La Burrell Collection (Collezione Burrell in lingua italiana) è una collezione d'arte che si trova in Pollokshaws Road 2060 a Glasgow, in Scozia, poco fuori la parte meridionale della città.
La collezione venne donata alla città di Glasgow da nel 1944 da Sir William Burrell. La donazione fu sottoposta alla condizione che la collezione venisse ospitata in un edificio che si trovasse ad almeno 16 miglia (circa 25.5 km) dal centro cittadino, in modo che le opere venissero presentate nelle condizioni più favorevoli e si evitassero gli effetti dannosi dell'inquinamento atmosferico, molto pesante all'epoca. Gli amministratori fiduciari della donazione per 20 anni tentarono di trovare una sede adatta per la collezione, che rispettasse tutte le condizioni poste nell'atto, ma senza successo. Alla fine, quando nel 1967 fu donata alla città anche la proprietà Pollok, gli amministratori dichiararono prescritti i termini della scrittura legale, il che permise di scegliere la località per ospitare la collezione. Nel 1983 la Regina Elisabetta II inaugurò l'edificio, progettato e costruito appositamente.

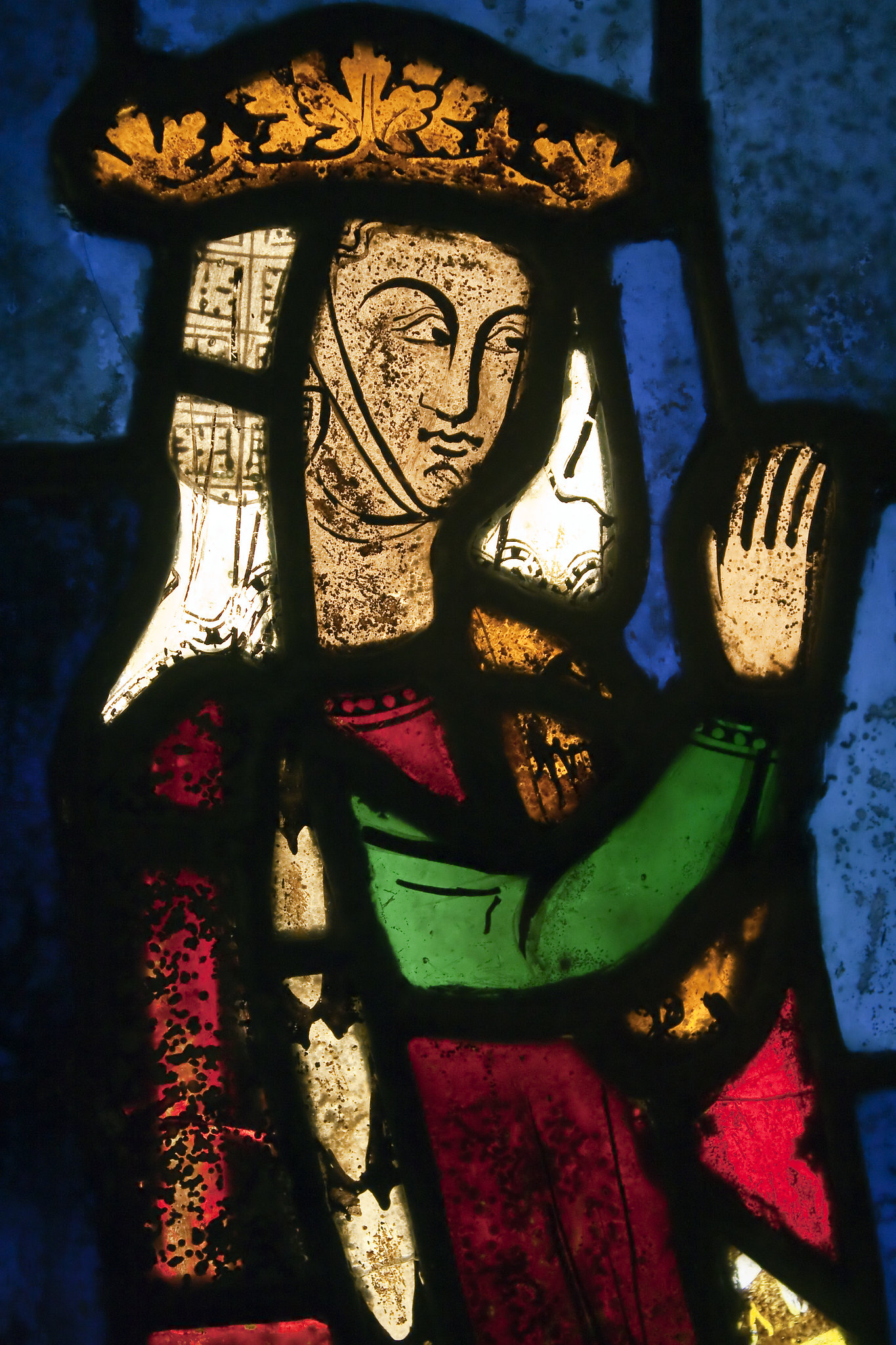
Vetrata esposta al museo, raffigurante Beatrice di Falkenburg

La Collezione Burrell oltre ad un'importante raccolta di Arte medievale, espone opere di Paul Cézanne, Edgar Degas, Jean-François Millet ed Alfred Sisley, sculture moderne e vari oggetti d'arte provenienti da tutto il mondo, tutti raccolti da un solo uomo nel corso della propria vita.

## Opere principali
- Vaso Warwick

Edgar Degas
- Prova di balletto (1874-1877)